# Държавно устройство на Палау
Палау е президентска република. Държавата е унитарна

## Президент
Палау е република начело с президент, избиран за 4 години.

## Законодателна власт
Националният конгрес на Палау е двупалатен, съставен от Сенат (горна камара, представен от 14 сенатори, назначени за 8 години) и Палата на делегатите (долна камара, 16 делегати, избирани за 4 години).